# Кућа Шеранића у Бањој Луци
Шеранића кућа у Бањој Луци је грађевина која је саграђена 1580. године. С обзиром на то да представља значајну историјску грађевину, проглашена је непокретним културним добром Републике Српске и националним спомеником Босне и Херцеговине. Налази се у мјесној заједници Српске топлице, на десној обали Врбаса.

## Историја
Шеранића кућа саграђена је 1580. године од стране богатог бега Муја Шеранића. Сматра се најстаријом породичном кућом у Бањалуци.

## Карактеристике
За тадашње прилике, Шеранића кућа издвајала се по својој унутрашњости и опремљености. Имала је мушки и женски улаз, купатило, собу за госте и послугу, оставу и топлу воду.

## Власништво и питање обнове
Кућа је у приватном власништву породице Шеранић. С обзиром на то да је посљедњих година у лошем стању, често се покреће питање обнове, али недостатак новца се наводи као основни разлог за неизвршење тога.

## Хауз у саставу куће Бисере Шеранић
Овај објекат је у саставу Градитељској целини - Бање у махали Илиџа у Горњем Шехеру у Бања Луци, данас Месна заједница Српске Топлице, који су проглашени за националним споменик Републике Српске и Босне и Херцеговине. Настала је уз изворе термалне воде (просечне температуре износе од 33° до 36 °C) у османском периоду у Горњем Шехеру (Српске Топлице).

### Заштита
Одлуком Комисија за очување националних споменика, на основу члана V став 4 Анекса 8 Општег оквирног споразума за мир у Босни и Херцеговини и члана 39 став 1 Пословника о раду Комисије за очување националних споменика, на седници одржаној од 25. до 31. јануара 2005. године хауз у саставу куће Бисере Шеранић као део Градитељска целина - Бање у махали Илиџа у Горњем Шехеру, Бања Лука, проглашен је за национални споменик Босне и Херцеговине.

### Положај
Хауз у саставу куће Бисере Шеранић налази се у оквиру комплекс бања у Горњем Шехеру на десној обали Врбаса, који у овом делу губи особине планинске и поприма особине равничарске реке, у просторном обухвату дефинисаном следећим границама:
- са северозападне стране је ограничен коритом ријеке Врбас дужине око 200 метра низводно од новог гвозденог моста, те границом Улице Од Змијања Рајка (ранији назив: Улица браће Алагић) у дужини око 100 м југозападно од моста;
- југозападном границом к.ч. број 662, к.о. Бања Лука III-8 (парцела на којој се налази Бањско-рекреациони центар “Шехер”);
- на југоисточној стран природном границом преласка обронака Шехитлука у равничарски део, са обронцима Бањ брда (стари назив Шехетлуци), обрасли храстом, грабом и црним бором.
- на североисточној страни к.ч. број 700, к.о. Бања Лука III-8 (Хаџи-Исаковића кућом).

На удаљености од отприлике 50 метара североисточно од Маслиног хауза смештена је још једна покривена бања која се данас налази у саставу куће Бисере Шеранић.

### Историја
За време аустроугарске владавине махала Илиџа није доживела неке веће промене. На месту на коме је Врбас најужи, након 1880. године, саграђени су:
- мост челичне решеткасте конструкције,[6][а]
- војно купатило Жбана
- неколико објеката у аустријском провинцијском стилу: куће Гушића, Хаџиалића, Лиховића и Бисере Шеранић,
- неколико занатских и трговачких радњи (кафана Александера Голдбахера, кафана Карла Голдбахера у кући „Хладари” поред моста на Врбасу, Бајагиловића дућан у Хаџиалића кући, Менсерова кафана  „Земаљска кугла”, обућарска радња Мустафе Трокића) које су касније затворене или су објекти у којима су се налазиле порушени у каснијем периоду.[6]

Минбер (становници Бање Луке су је називали  „мала мунарица” или  „акшамлија” ) и михраб мусале су срушени 1935. године.
Илиџанска џамија је срушена 1948. године. Имала је дрвену мунару и улазни трем са софама и била покривена кровом на четири воде.

У писаним изворима се наводи да су...
...приликом археолошких ископавања 1983. откривени темељи џамије грађени у три реда камена, као шупљи зид (Фототека и планотека Завода за заштиту споменика културе и природе Бањалука.
 Ова ископавања се доводе у везу са изградњом Бањско-рекреационог центра Горњи Шехер.
Кућу, која је првобитно била саграђена са одликама аустријске провинцијске архитектуре, 1910. године саградио је Ахмед Шеранић и тада је бања ушла у њен састав.
Након земљотреса који је захватио Бања Луку 1969. године кућа је доста оштећена. Након санације куће 1970-их која је уследиле након земљотреса, кућа је добила данашњи изглед али са друге стране изгубила своје првобитне стилско архитектонске вредности.

## Опис добра
Специфичности махале Илиџа у којој је изграђен објекат Хауз у саставу куће Бисере Шеранић, због природних ресурса краја има директну везу са овом грађевином. Присуство термалних изворишта на једном релативно малом просторном обухвату одразило се на градитеље објекат хауз у саставу куће Бисере Шеранић, да коришћењем природних фактора, обликују простор за становање и обилато користе термалне воде (просечне температуре од 33° до 36 °C). Наиме они су унутар посебно изграђеног објекта изградили засебну просторију хауз и у њу сместили бање за купање.
Преко улазног претпростора, димензија око 180x470 cm, улази се у сам хауз. Објекат хауза је једнопросторне диспозиције и квадратне основе, зидан каменом чији обимни зидови имају дебљину од отприлике 70 cm, а централни унутрашњи простор хауза има димензије 4,70x4,70 м.
Са галерије, направљене од дрвене дашчане платформе (димензија: дубина 85 cm, ширина 470 cm) ослоњене на челични НП I носач, која је око 190 cm уздигнута од дна базена, преко једнокраког дрвеног степеништа силази се до бетонираних површина направљених по ободу базена, које се користе као комуникационе стазе и клупе за одмор купача, гостију бање ( ширина ових стаза је отприлике 80 cm уз североисточни зид и северозападни зид, а око 50 cm уз остала два зида).
Дно базена је пошљунчано, а висина од дна базена до унутрашње коте темена куполе износи отприлике 655 cm.
Купола, која у попречном и подужном пресеку има облик неправилне елипсе, ослања се на камене зидове. Висина стреле свода куполе износи око 210 cm, а хоризонтално растојање ослонаца свода износи око 505 cm. При врху куполе, у своду, постављено је укупно 10 вентилационих отвора: четири кружног пресека пречника отвора око 15 cm и шест радијално постављених правоугаоних отвора димензија око 20x20 cm.
Бања се употребљава. Купола бање је заштићена привременом дрвеном конструкцијом са покривачем од валовитих ПВЦ плоча ради заштите куполе објекта од прокишњавања. Према стању на терену, купола је била заштићена цементним млеком и танком цементном кошуљицом која се оштетила.